# Rebelión de Huancané (1866-1868)
La Rebelión de Huancané se refiere a una serie de rebeliones que se dieron en el sur del Perú en los años 1866-1868, siendo considerada una de las mayores rebeliones indígenas del siglo XIX. La Rebelión aprovechó un contexto de guerra, crisis política y crisis social por la Guerra Civil de 1867 que enfrentó a los liberales contra los conservadores. Los motivos de esta rebelión, o serie de levantamientos, fueron tan variados y dispares como los mismos grupos indígenas heterogéneos que las protagonizaron. Principalmente fueron insurrecciones en contra de los abusos de los hacendados y funcionarios provinciales, contra el Congreso, contra el tributo indígena y los impuestos (también por su restablecimiento del tributo indígena)Entre sus líderes resaltó el liderazgo en la Provincia de Huancané por parte de Juan Bustamante Dueñas (Tupac Amarú III).

## Rebelión Conservadora
En 1866, en medio de una crisis diplomática con España (que terminarían en la Guerra hispano-sudamericana), el ministro Manuel Pardo dictaminó una "contribución personal individual", que debía recaer principalmente en la población mayoritaria (los indígenas), lo cual, sumado a los trabajos, y los gravámenes de "limosnas" y "préstamo nacional", solo provocó que los indios se empezaran a rebelar en Puno y otras partes del Perú contra el gobierno de Mariano Ignacio Prado. Los hacendados y el clero católico decidieron reunir una milicia de indios para aplastar a los rebeldes. Para 1867, este grupo utilizó a sus representantes políticos en Lima para impulsar "La ley de deportación", por lo cual los indios rebeldes serían castigados y deportados a la selva de manera forzada, para así "salvar la civilización" en Puno.
En 1867 el Congreso abolió la "contribución personal" junto a la prestación de servicios, esto sería seguido por el establecimiento de la Constitución 'liberal' de 1867, lo que generó que por otro lado se dieran nuevos levantamiento de indios de comunidades campesinas que si estaban de acuerdo con el pago del tributo (uniéndose al levantamiento general de los conservadores y católicos que estaban en contra del liberalismo). Con ello se dieron nuevos levantamientos en Tarapacá, Arequipa, Chiclayo, Puno y otros lugares.

"Los mismos indios han visto con repugnancia la supresión del tributo y han estado siempre dispuestos a pagarlo"
Manuel Pardo, 1869

Los liberales (provenientes de la oligarquía criolla) asumieron que los indios se habían rebelado contra ellos por causa de su "estupidez", 'ignorancia" o "resentimiento",  ya que las elites ilustradas no podían comprender como los indios estaban en desacuerdo con una medida por la que antaño otros miles de indios se habían levantando a su favor. En esta época los liberales ignoraban las recomendaciones de buen gobierno del virrey Francisco Álvarez De Toledo para gestionar el Perú, así como la rebelión de los indios realistas contra las reformas liberales gaditanas de la Constitución Española de 1812. Así como existía un sector de indios a quienes les era perjudicial el pago de los tributos o contribuciones por falta de capacidad adquisitiva, había otro sector de indios que por tradición ya consideraba realmente necesario aquel pago de impuestos para mantener su "rango de ciudadanos", el cual dependía de su contribución económica al Estado (República del Perú), siendo una cuestión de lógica y sentido común que los indios hubiesen llegado a la conclusión de que el tributo era la única manera de que el Estado los reconociera y respetara los derechos sobre sus tierras (o que incluso lograse mantener la infraestructura y los servicios públicos en comunidades medianamente urbanizadas). Fueron estos miles de indios los que hicieron que la denominada "revolución liberal" fracasara.
Los hacendados, el clero y los funcionarios provinciales conservadores buscaron mezclar su levantamiento con el de los indios, para que pareciera un único frente que estaba en contra del gobierno de Prado y su liberalismo. Mientras tanto, el presidente Prado envío una serie de intermediarios para contener a los indios de manera pacífica, entre estos estaba el coronel indigenista, Juan Bustamante Dueñas, que fue enviado a Puno. El coronel Bustamante buscó pacificar Puno, convenciendo a los indios de Huancané que las políticas liberales de Prado eran beneficiosas, logrando así tener un inmenso apoyo de estos en aquella zona. Viendo que la guerra civil se iba agudizando y notando que los grupos conservadores se alineaban contra él, Bustamante se levantó en armas.

“Cuando el indio desdichado reclama justicia y libertad no recibe mayor respuesta del gobierno; cuando se rebela termina siempre muerto, señalado como traidor o revoltoso”.
Bustamante Dueñas, 1867

## Rebelión liberal de "Túpac Amaru III"
En la segunda fase de la rebelión, Don Juan Bustamante se integró a la rebelión como un líder, en calidad de "Jefe Militar Superior" de Puno, logrando aglutinar aproximadamente a 16 000 indios de Huancané y zonas aledañas. Bustamante adujo que su alzamiento era en nombre de "Dios, Jesucristo y la Sagrada Religión Católica", con la misión de terminar los abusos de los hacendados y funcionarios corruptos, poniéndose a disposición del "Rey Prado". Se debe dar cuenta que los múltiples grupos indígenas que se aliaron a su movimiento en el fondo no presentaron un objetivo común. Por ejemplo, no eran del todo católicos políticos, liberales o pradistas (de hecho el liberalismo y el catolicismo son ideologías incompatibles según el Magisterio de la Iglesia), puesto que todos eran comunidades muy diversas con idearios muy dispares, presentándose incluso grupos radicales que deseaban la autonomía territorial junto a la expulsión de los "blancos y mestizos" (proponiendo el Genocidio), y entre estos grupos aparecieron quienes percibieron a Bustamante de ser el "Tayta Inca", influenciándose los más radicales del mito del Inkarri.

“Una vergüenza para la República, la civilización y la cristiandad, los indios continúan sufriendo todos los tributos, todos los impuestos y cobros que recuerdan la más horrible época del feudalismo. El indio no tiene familia, ni propiedad, ni siquiera tiene el derecho a su propia persona. Está forzado a morir como una bestia en una corrida de toros; su mujer es violada, sus hijos vendidos, su tierra devastada, como si no tuviera dueño”
Bustamante Dueñas, 1867

Aunque Bustamante personalmente no era monárquico y no pretendió restaurar el Incanato, puesto que de hecho su proyecto político era de tendencia republicana, federalista y liberal (cuyo fin era realizar una reforma agraria a nivel nacional que diera fin al gamonalismo, además de educar a las masas indígenas según las ideas de la Modernidad de EE. UU. y Europa), muchos campesinos indios, ajenos e indiferentes a sus ideologías liberales, le dieron un aura incásico a la rebelión (no siendo la primera vez que se expresaban conductas monárquicas en las zonas rurales, nostálgicas al señorío de sus caciques y la protección que recibían en la Monarquía Española con las Leyes de Indias y el Derecho indiano, o el Imperio incaico), y por ello Bustamente debió hacer caso a las proclamas monárquicas que lo consideraban heredero de los reyes incas con la misión de restaurar el imperio incaico, pues varios decían que en su persona el "Tayta Inca había regresado", o no habría podido mantener el liderazgo de despreciar la visión política indígena de corte monarquista. Sin embargo, su misión real era que los indios lograsen obtener el ejercicio de la ciudadanía de la República del Perú (dichos Derechos civiles y políticos en la práctica solo lo gozaban criollos y castizos), integrándose en el “sistema económico moderno” (el Capitalismo), “despojándose de la barbarie e ignorancia en el cual se encontraban sumidos” (su mentalidad Tradicionalista antiliberal) y que finalmente pudieran obtener su “verdadera independencia” (pudiendo volverse capitalistas)
Para fines de 1867, Bustamante y su ejército se movilizaron hacia la ciudad, logrando conquistar la Ciudad de Puno. Aquello obligó a que los conservadores buscaran reclutar más indios, entre los que se incluía buscar ayuda del Ejército Nacional (asentado en Lima) y a los hacendados de Bolivia. Mientras tanto, las filas de Bustamante seguían creciendo y esto intensifico el miedo de los conservadores y el clero puneño, quienes admitirían que si Bustamante hubiera querido, los habría derrotado en ese momento, "haciéndose proclamar como el nuevo Inca del Perú".  Bustamante no pudo explotar estas ventajas debido a diferencias con sus partidarios con muchas posturas irreconciliables, por lo que con el tiempo se percató que no había una verdadera cohesión en el mundo indígena (ya que, mientras unos pocos luchaban, la gran mayoría se mostraba totalmente indiferente o hasta sumisa). 

“La nación peruana no es la asociación de los individuos moradores de la costa del Perú, no son esos pueblos solos los que constituyen la república. La nación tiene pueblos numerosos en el interior, esos pueblos son de indios; de indios que tienen necesidades, de hombres, a quienes los gobiernos no deben abandonar sin proporcionarles los medios de que han menester para la realización de sus fines morales, políticos y religiosos. Los indios en el Perú, no han sido, ni son en la actualidad los hombres libres, los ciudadanos de los pueblos: antes si los esclavos envilecidos de la raza naciente, los parias del Perú, el blanco de los abusos de las autoridades religiosas y políticas, las victimas humildes del sable militar. Siempre humillados, siempre despreciados, arrastran la cadena del esclavo que para siempre debiera haber rodado a los pies de la patria en los campos de Ayacucho, sus pueblos arruinados, el embrutecimiento y el atraso; van cada día en peor estado, sus lágrimas no dejan de verterse, sus hogares no han dejado de ser allanados, sus pueblos se explotan y saquean; víctimas de los abusos hasta de sus curas, no pueden considerarse libres”
Bustamante Dueñas, 1867

Los hacendados, clérigos y jefes militares conservadores, durante el gobierno de Pedro Diez Canseco, acusaron a los rebeldes y al propio Bustamante de ser un "traidor", "comunista" (en esa época los conservadores asociaban al comunismo con el liberalismo radical, puesto que el Socialismo utópico provino de ambientes liberales anglo-franceses), "agente extranjero" de Estados Unidos y Gran Bretaña, "vil caudillo" y de "bárbaro revoltoso", incluso de querer proclamarse Inca.
Algunos intelectuales de la época acusaron a los hacendados, clérigos y jefes militares de Puno de haber sido los causantes de haber aniquilado a los indígenas y al propio Bustamante de forma ajena a lo que estaba establecido en la ley, incluso de permitir que un país extranjero (Bolivia) intervenga.

"La misma arrogancia de los ricos y propietarios y el mismo olvidó por los aborígenes. Los últimos acontecimientos relativos al Combate de Pusi, al asesinato del coronel Bustamante y a las violencias ejercidas contra los vencidos, son acontecimientos que deben pesar en los Consejos de Gobierno, para aplicarles remedio. Con 300 soldados no se destruye una guerra social, como la terminada por el coronel Recharte. Ni éste es un Carlomagno, ni los indios son sajones, para que se pueda interpretar los últimos movimientos de Puno del modo ligero como se ha hecho. -¿una guerra justa entre la civilización contra la barbarie?- La exageración de las apreciaciones que contienen los documentos anteriores, manifiestan su improbabilidad. Si los crímenes fueron reales y verdaderos, si sus autores fueron conocidos, debieron ser simultáneamente juzgados con Recharte. Para reprimir a los indígenas se ha invocado, no las leyes de la República, no los consejos de la prudencia, que para tales causas se hayan previsto, sino el auxilio de las armas extranjeras, que contribuyeron a hacer más horrible la guerra civil; y para justificar está medida se la califica de 'laudable' y se dice que no puede valorizarse de crimen... no de usurpación y abuso de autoridad"
José Gregorio Paz Soldán, 1868

Con esta experiencia amarga, abandonaría su postura romántica que soñaba con que criollos, mestizos e indios lograsen unirse y efectuasen la ansiada revolución liberal-burguesa (que implicaba que los beneficios de la ciudadanía de la república peruana sean gozadas también por los indios y no solo por criollos), por lo que empezó a radicalizarse y empezaría a creer que no había otro camino que expulsar o exterminar a los blancos para poder unificar a los indios contra un enemigo común en el estado peruano (ya que descubrió que cada uno tradicionalmente actuaba por su lado y según sus intereses particulares de cada comunidad existente), tornándose todo en una guerra de castas mientras renegaba del gobierno peruano al declarar que “Con la independencia del Perú la situación del indio no ha mejorado, por el contrario, empeoró”. Pero la derrota de Mariano Ignacio Prado provocó que Bustamante renunciase de continuar con la rebelión indígena, procediendo a retirarse. Hacia enero de 1868, las tropas insurgentes de Bustamante sucumbieron en la Batalla de Pusi ante el ejército reunido por el coronel Andrés Recharte. Don Juan Bustamante fue capturado por los indígenas partidarios de Recharte, quienes lo torturaron, vejaron, colgaron y decapitaron el 3 de enero de 1868.
Los grupos conservadores de Puno se defendieron alegando que Bustamante y los rebeldes habían cometido crímenes atroces contra la población, iniciando una guerra de castas contra los mestizos y blancos, y que se había cobrado la vida de miles de inocentes.
Recharte por su parte señaló que la muerte de Bustamante fue el ''"fruto exclusivo de la semilla que con tanta obstinación como criminalidad sembró él mismo"'', y señaló además que los crímenes cometidos por los conservadores no fueron más que propiciados por los mismos ''"indios"'' que habían luchado contra Bustamante, dando a entender que las matanzas fueron la consecuencia de la lucha entre indígenas contra indígenas, por lo que ellos (jefes militares) estaban libres de toda culpa, pese a haberlas consentido.